# Inferno (Terra Mítica)
Inferno es una montaña rusa de acero de cuarta dimensión, modelo Zacspin, situada en el área de Roma del parque temático Terra Mítica, en Benidorm. Esta atracción mecánica se encuentra sobre una superficie de 400 metros cuadrados que costó tres millones de euros, diseñada por Intamin AG, y se ha convertido en uno de los símbolos del parque. El parque fue pionero en este tipo de montaña, adquirió este prototipo en 2007, siendo el segundo parque en Europa en tenerlo y llegando a ser el cuarto parque en todo el mundo en disponer de una montaña rusa de cuarta dimensión. Actualmente (2013) hay 4 del modelo Zacspin en todo el mundo.

## Inconvenientes
Este tipo de montaña rusa no ofrece un flujo de pasajeros muy elevado, alrededor de 400 personas por hora. Presenta varios problemas de mantenimiento: no se le pueden añadir MCBR, ya que el recorrido no lo permite, y esto añade más riesgo a cada ciclo; además, al no ofrecer un transfer paralelo a la estación, si uno de los dos o tres trenes se avería, no se puede "sacar" de la vía, por lo que la montaña rusa queda cerrada.

## Ficha
| Fecha de inauguración        | 21 de julio de 2007                         |
| Zona del parque              | Roma                                        |
| Tipo                         | Montaña rusa de acero de cuarta dimensión   |
| Fabricante                   | Intamin AG                                  |
| Diseño                       | Ing.-Büro Stengel GmbH                      |
| Tematización                 | Catapulta                                   |
| Estado actual                | abierta                                     |
| Altura                       | 25,4 m                                      |
| Longitud del recorrido       | 142 m                                       |
| Duración del recorrido       | 1 minuto                                    |
| Velocidad máxima             | 59,5 km/h                                   |
| Capacidad por tren           | 8 pasajeros                                 |
| Volumen de pasajeros         | 650 pasajeros/h                             |
| Colores empleados góndolas   | Trenes amarillos                            |
| Colores empleados estructura | Blanco/Rojo                                 |
| Foto/vídeo "on ride"         | No                                          |
| Altura mínima y máxima       | 1,2 m/no                                    |
| Tipo de frenada              | Frenos magnéticos LSM                       |
| Sistema de subida            | Cadena                                      |
| Coste                        | 3.000.000 €                                 |
| Geolocalización              | 38°33′38″N 0°09′51″O / 38.560421, -0.164146 |

## Galería de fotos

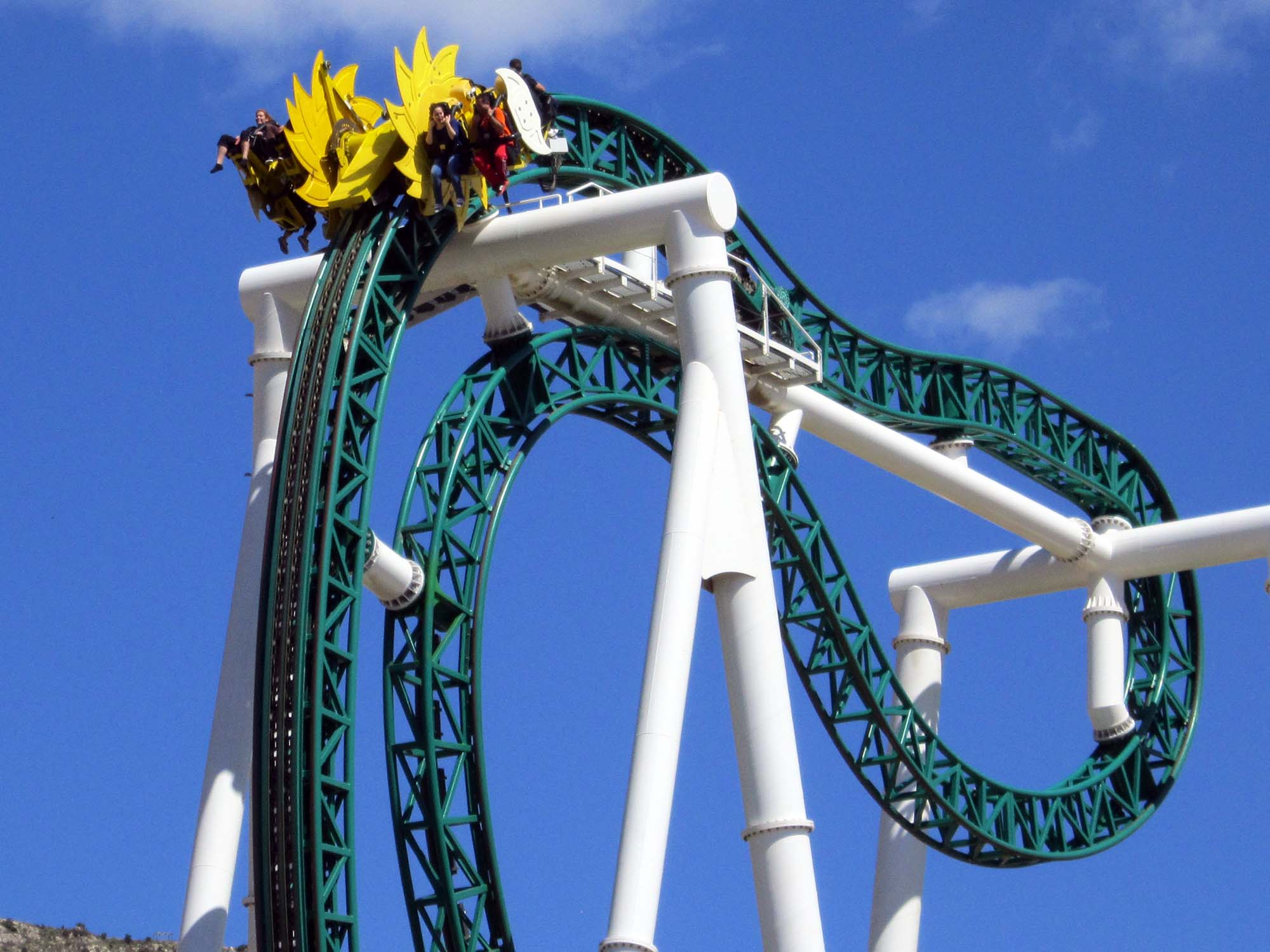
Lift de Inferno.
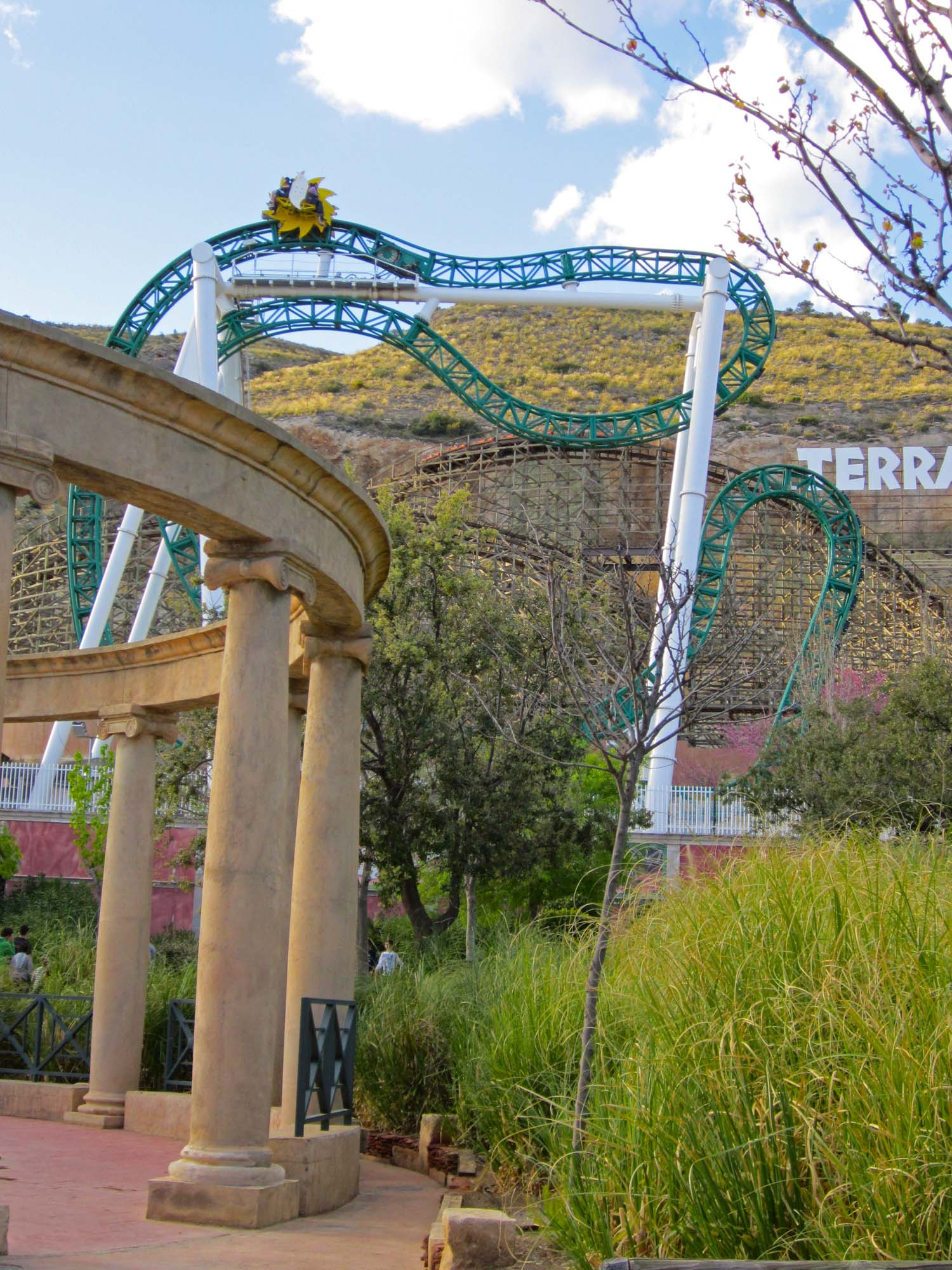
Vista de Inferno.
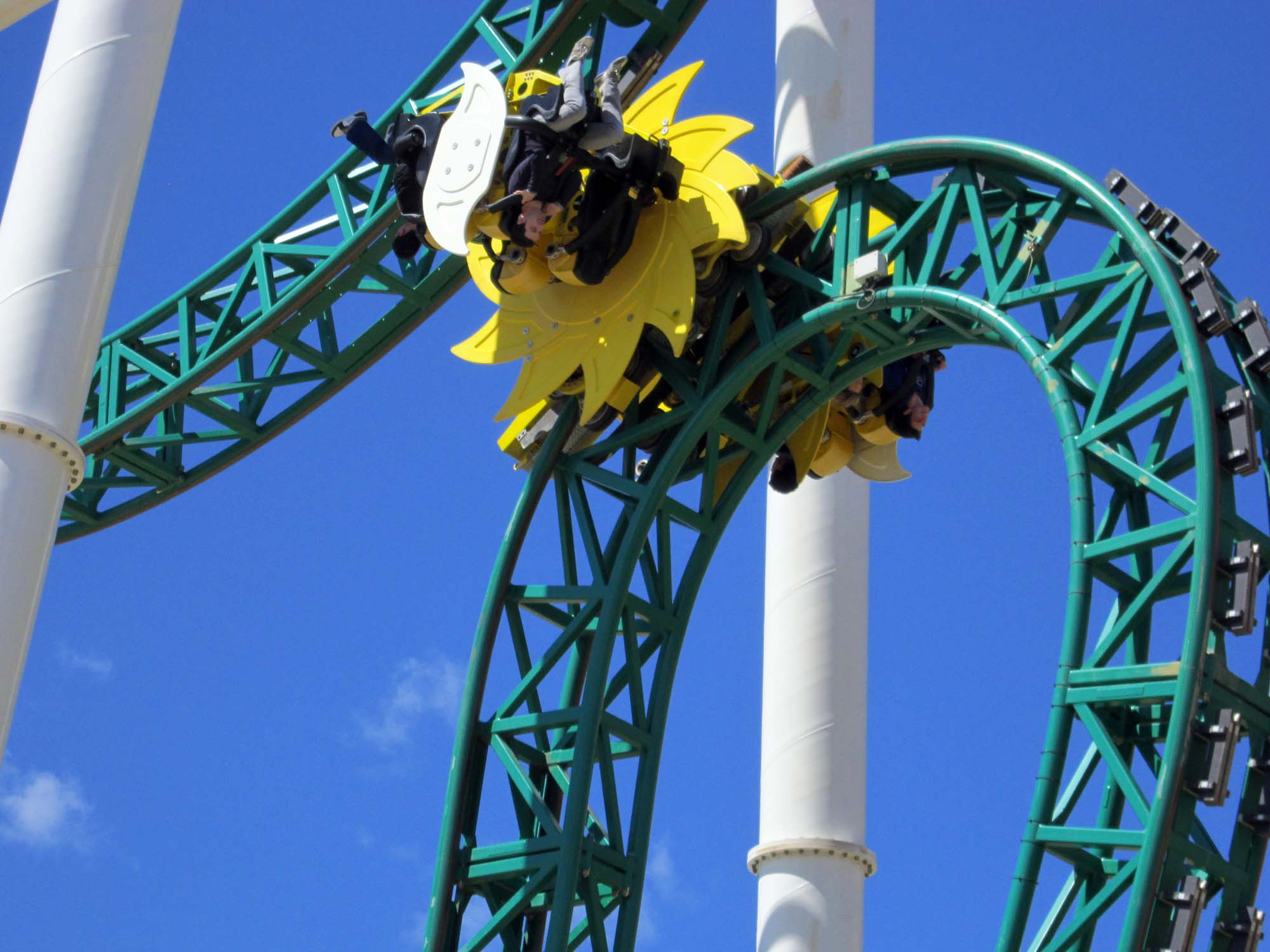
Detalle del giro de la góndola.
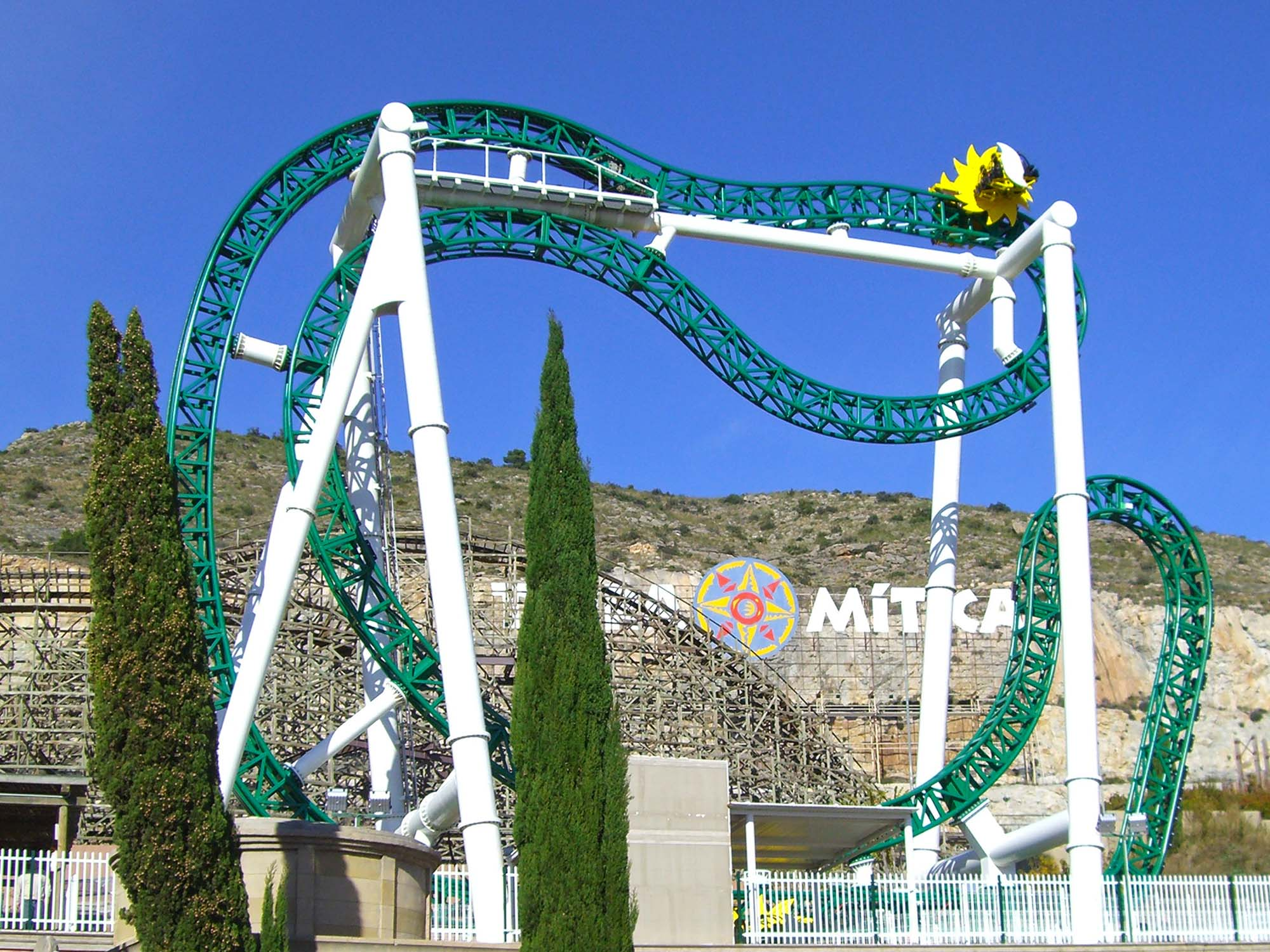
Silueta de la montaña rusa.

## Accidente mortal
El 7 de julio de 2014 un joven islandés falleció al precipitarse al vacío debido a que la huevera del asiento se desplazó por el volumen del cuerpo de la víctima ya que los arneses del fabricante Intamin AG no tenían estás hueveras incorporadas sino que eran una pieza añadida después al cuerpo de la silla. Actualmente estos arneses se han sustituido por otros que si incorporan esta pieza en la silla principal. Terra Mítica quedó exculpada de la responsabilidad del accidente ya que la atracción había pasado todos los controles de seguridad y estaba completamente en regla, además de que pasaba revisiones cada mañana. El accidente fue consecuencia de un fallo en el diseño original de los asientos.

### Atracciones similares
- Kirnu